# Miquel Giménez
Miquel Giménez Gómez (Barcelona, 8 de marzo de 1959) es guionista de radio y televisión, periodista y escritor español, tanto en lengua catalana como castellana.

## Radio
Su debut radiofónico se produce durante 1987 en el programa El Gran Matí de Ràdio 4, dirigido por Xavier Foz. Sustituye a Alfred Reixach en el papel de fiscal del espacio Tribunal Popular, con José Miralles en el papel de abogado y Foz en el de juez. Con el pase del espacio a la televisión, le proponen una sección diaria de noticias políticas comentadas en clave satírica. Dicha sección duraría tres temporadas. 
Javier Sardá le ofrece en 1989 ser jefe de guionistas de La Bisagra, en RNE (Radio 1). Giménez acepta, y trabaja allí tres temporadas como guionista y humorista. Durante esa época, La Bisagra obtiene diversos premios, entre los que cabe destacar el Ondas Internacional o el Minuto de Oro, concedido por la entrevista al rey de España, escrita por el propio Giménez. Simultáneamente, hace su primera incursión como guionista televisivo de la mano de Sardá en el programa Juego de niños, para TVE.
Finalizada La Bisagra, Giménez se va a Onda Cero con Julia Otero, que dirige La radio de Julia, donde realiza labores como jefe de redacción. Asimismo, elabora guiones para la productora televisiva de Julia, Mass Media Luna.
En paralelo empieza a colaborar con Luis del Olmo como guionista e imitador en el espacio de sátira política El Jardín de los bonsáis, en el que trabaja durante seis temporadas.
Durante trece temporadas dirige y presenta en COM Ràdio Això no Toca, S'ha acabat el bròquil, La Divina Comèdia, etc. Fue el primer profesional en Cataluña que se atrevió a hacer un programa de parodias e imitaciones satíricas acerca de la política catalana, El Pati dels Tarongers. 
En dicha emisora realiza numerosos seriales en clave de humor escribiendo, produciendo y realizando uno diferente cada semana, bajo la dirección del catedrático de radio de la UAB Armand Balsebre. Por ello, Giménez recibe la Menció de Qualitat que concede Ràdio Associació de Catalunya.
En sus últimos tres años dirigió y presentó el espacio Digues COM, dirigido a las escuelas. El programa pretendía fomentar la radio como instrumento de diálogo y ser una ventana abierta a la sociedad respecto a todo lo que acontece en el mundo de la educación. Movilizó a miles de niños en toda Cataluña, así como a centenares de escuelas. El programa recorrió Cataluña desde Palafrugell hasta la Seu d'Urgell, pasando por Sant Cosme, en El Prat, llenando espacios como el Teatre Condal de Barcelona con más de seiscientos chavales del barrio del Raval, o realizando por primera vez un programa con escolares en la sede de la Inspección General del Ejército, en el palacio de Capitanía, también en Barcelona. 
El "Observatori de la Comunicació i la Cultura" elogió el " Digues COM " como modelo de programa de servicio público dirigido al sector infantil. 
Cuando la dirección de COM Ràdio decidió cancelar el programa, diversos colectivos de profesores y pedagogos hicieron llegar una carta de protesta al Consejero de Educación de la Generalidad Ernest Maragall así como al director de la emisora, Quico Triola.
Miquel Giménez decide, en señal de protesta, abandonar la COM tras trece años ininterrumpidos de trabajar en ella.

## Televisión
Su debut como pesentador televisivo lo efectúa en Antena 3 con Osados, bajo la dirección de Tom Roca, por el que obtiene el Premio al Mejor Comunicador de la Fundación Imaginarium, ex aequo con Andreu Buenafuente. Posteriormente, Sospitosos habituals, programa presentado y dirigido por Miquel Giménez en TVE Cataluña, mereció el Premio Ciudad de Barcelona de radio y televisión del año 2000 por unanimidad del jurado. 
Ha trabajado para casi todas las cadenas principales de televisión de España: TVE, TVE Cataluña, TV3, Antena 3, Tele 5, Canal 9, Canal Sur y Telemadrid. Fue articulista del diario electrónico E-Notícies donde dispuso, además, de dos canales de televisión propios, Pa amb tomàquet y TVRés. También ha sido colaborador del programa La Vía Làctia, dirigido y presentado por Jordi González, en 8TV. Fue colaborador en el programa "Connexió Barcelona", en BTV, a lo largo de toda una temporada —2010— donde se encargó de una sección semanal dedicada al mundo del cómic.
A lo largo del verano de 2010 fue colaborador diario del programa 'Els Matins', dirigido por Josep Cuní, para TV3, continuando después como tertuliano habitual en el mismo programa. 
También fue colaborador del programa "Catalunya Opina", presentado y dirigido por Carlos Fuentes, en Canal Català, en el que fue elegido por la audiencia como mejor tertuliano, así como en la versión de este mismo programa para Andalucía, Comunidad de Madrid y Comunidad Valenciana llamada "Queremos Opinar", emitida primero en Metropolitan TV y posteriormente a través de Intereconomía y Badalona TV. 
Su último programa en la radio fue un espacio de entrevistas en profundidad a personajes públicos famosos, "Sense bata", en Ràdio Sabadell, en el que solo se hablaba de la infancia del entrevistado.
Tras este, a partir del otoño de 2012, ha sido colaborador de la tertulia de "Protagonistas", en ABC Punto Radio, así como tertuliano en el programa "La Rambla" de BTV.

## Publicaciones escritas
Ha sido columnista de FACTUAL y de Eldebat.cat, diarios electrónicos. Es columnista de El Mundo, en su edición para Cataluña. Colabora habitualmente en el diario electrónico El Plural.
Es coautor de los libros Los refranes de Johann Don Veneno (Ediciones B) y Los bonsáis en el asilo (Ediciones Bronce) publicados en castellano, y autor en solitario de Aventis, recopilatorio de narraciones breves editado por Cossetànea, en catalán.
En enero de 2011 publica El día que David Niven va venir a esmorzar al Paral.lel, editada por "A Contravent", en catalán, que en menos de dos meses logra alcanzar la segunda edición.
En marzo de 2012 se embarca en un ambicioso proyecto publicando Val més matar un home que perdre un bon costum, en catalán, editada por "A Contravent", primera entrega de una colección de intriga y misterio protagonizada por una cocinera de pueblo jubilada, la senyora Dolors. Por este libro es declarado en julio de 2013 escritor del mes en el Ateneu Barcelonés.
En diciembre de 2013 publica "Mystero", novela de temática steampunk en castellano, en formato de libro electrónico a través de las plataformas Amazon, Apple, Kobobook y Google Plays.
En marzo de 2014 publica la segunda entrega de los casos de la senyora Dolors, "Han matat una patum", en catalán, también en "A Contravent".
En diciembre de 2015 publica en papel "Mystero", con Edicions Xandri.
En abril de 2016 publica "Barcelona amb cara i ulls", prologado por Xavier Trias, con RBA.
Asimismo, ese mismo abril colabora en la antología de relatos criminales "Crims Nostrats", de Edicions Xandri.
A partir de junio de 2016 colabora con Nubico-Planeta escribiendo el serial quincenal "El Batallón de las Sombras", de temática fantástica.
Ha impartido cursos de técnicas de comunicación para diversas entidades, como el Master de Estudios Policiales, organizado por la Facultad de Sociología de la UAB, el Master de Seguridad de Empresas, también en la misma facultad, o en la Casa de Cultura de Gerona, de la Diputación de Gerona. En la misma Casa de Cultura imparte a finales de 2013 un ciclo de conferencias bajo la rúbrica de "Història en sabatilles" (Historia en zapatillas), basada en las pequeñas anécdotas que explican los grandes hechos. En el curso 2015-2016 sigue colaborando con dicha entidad con el curso "Músiques celestials", donde divulga las grandes óperas.
Fue secretario general de la Unión de Consumidores de Cataluña, UCC, así como miembro del Comité Federal de la Unión de Consumidores de España. Es miembro honorífico de la Escola Superior de Protocol i Relacions Institucionals, de la UPF. Ha sido jurado en el Master de Audiovisual de la Facultat de Comunicació de Blanquerna, en el que también ha impartido clases.
Posee la Palme de Vermeil Avec Couronne otorgada por L'Encouragement Publique francés, y el título de Cavaller de l'Estament de Cavallers Nobles del Principat de Catalunya, por D. Juan de Borbón.

## Vida personal
Inicialmente de ideología independentista catalana, Giménez más tarde se alejó del movimiento, al que denonima "la estafa piramidal más grande de la historia" y "fascismo".